# Rue Monnot
Pour les articles homonymes, voir Monnot.
La rue Monnot (arabe : شارع ﻣﻮﻨﻮ ) souvent orthographiée « rue Monot », est une voie située à Beyrouth, au Liban.

## Situation et accès
Située dans le quartier d’Achrafieh, elle est connue pour être le cœur de la vie nocturne beyrouthine.

## Origine du nom
La rue tient son nom du Père Ambroise Monnot (1831-1898), jésuite français, un des fondateurs de l’Université Saint-Joseph de Beyrouth en 1875.

## Historique
La rue fut pendant la guerre du Liban de 1975 à 1990, la ligne de démarcation entre l’Est et l’Ouest, « chrétiens » et « musulmans » ; elle est restée aujourd’hui un lieu d’éducation universitaire et de vie nocturne.

## Bâtiments remarquables et lieux de mémoire
- Une des entrées de la rue Université-Saint-Joseph se fait par la rue Monnot.
- Le théâtre Monnot.